# Цабов
Цабов (словац. Cabov) — село в Словаччині, Врановському окрузі Пряшівського краю. Розташоване в східній частині Словаччини в північно-західній частині Східнословацької низовини, на Подсланській височині розділеній Цабовським потоком.
Уперше згадується у 1410 році.

## Пам'ятки
У селі є греко-католицька церква Різдва Пресвятої Богородиці (1780) в стилі бароко-класицизму, перебудована у 1804 році. У селі в минулому існувала дерев'яна церква.

## Населення
| Рік:            | 1994. | 2004.   | 2014.   | 2024.    |
| --------------- | ----- | ------- | ------- | -------- |
| Кількість осіб: | 414   | 422     | 398     | 350      |
| Різниця:        |       | +1,93 % | -5,68 % | -12,06 % |

| Рік:            | 2023. | 2024.   |
| --------------- | ----- | ------- |
| Кількість осіб: | 354   | 350     |
| Різниця:        |       | -1,12 % |

У селі проживає 407 осіб.
Національний склад населення (за даними перепису 2001 року):
- словаки — 100,0 %.

Склад населення за приналежністю до релігії станом на 2001 рік:
- греко-католики — 61,14 %,
- римо-католики — 37,68 %,
- протестанти — 0,71 %,
- не вважають себе вірянами або не належать до жодної вищезгаданої конфесії — 0,47 %.

## Географія
Протікають Цабовський потік і Стреховський потік.